# Espresso Macchiato
Espresso Macchiato – singel estońskiego rapera Tommy’ego Casha wydany 6 grudnia 2024 roku. Kompozycja reprezentowała Estonię w 69. Konkursie Piosenki Eurowizji (2025).

## Konkurs Piosenki Eurowizji
15 lutego 2025 utwór zwyciężył w estońskich preselekcjach Eesti Laul 2025, zdobywszy w superfinale 41 414 głosów od widzów, dzięki czemu reprezentowała Estonię w Konkursie Piosenki Eurowizji 2025 w Bazylei.

### Odbiór
Po zwycięstwie w preselekcjach singel był poddawany debacie i wywołał kontrowersję głównie we włoskiej prasie. Włoskie stowarzyszenie Codacons zwróciło się do Europejskiej Unii Nadawców z prośbą o zdyskwalifikowanie utworu z konkursu argumentując, że jego „obraźliwy tekst” oraz „dyskryminacja Włoch i Włochów, a także parodiowanie włoskiej kultury i powielanie stereotypów” narusza regulamin konkursu. Zwolennicy włoskiej partii politycznej Liga Północna, w tym jej wiceprzewodniczący Gian Marco Centinaio, również zaapelowali o dyskwalifikację piosenki, stwierdzając, że „ktokolwiek, kto obraża Włochy, powinien trzymać się z dala od Eurowizji”.

## Lista utworów
- Digital download

1. „Espresso Macchiato” – 2:53

## Notowania
| Kraj            | Lista (2025)                         | Najwyższa pozycja |
| --------------- | ------------------------------------ | ----------------- |
| Austria         | Ö3 Austria Top 40                    | 3                 |
| Belgia          | Ultratop 50 Singles (Flandria)       | 4                 |
| WNP             | Radio Airplay (Tophit)               | 97                |
| Chorwacja       | Top lista                            | 5                 |
| Czechy          | Singles Digitál Top 100              | 41                |
| Estonia         | Radio Airplay (Tophit)               | 1                 |
| Finlandia       | Suomen virallinen lista – Singlet    | 3                 |
| Grecja          | IFPI Greece International            | 2                 |
| Hiszpania       | PROMUSICAE                           | 37                |
| Holandia        | Dutch Top 40                         | 17                |
| Holandia        | Single Top 100                       | 9                 |
| Irlandia        | Top 100 Singles                      | 49                |
| Islandia        | Tónlistinn                           | 3                 |
| Izrael          | International Airplay (Media Forest) | 1                 |
| Litwa           | Singlų Top 100                       | 7                 |
| Litwa           | Radio Airplay (Tophit)               | 1                 |
| Luksemburg      | Billboard                            | 4                 |
| Łotwa           | Streaming (LaIPA)                    | 2                 |
| Niemcy          | GfK                                  | 12                |
| Norwegia        | VG-lista                             | 5                 |
| Polska          | OLiS – single w streamie             | 14                |
| Portugalia      | AFP                                  | 75                |
| Rosja           | Streaming (Tophit)                   | 25                |
| Słowacja        | Singles Digitál Top 100              | 71                |
| Szwajcaria      | Singles Top 100                      | 2                 |
| Szwecja         | Sverigetopplistan                    | 3                 |
| Świat           | Billboard Global 200                 | 93                |
| Wielka Brytania | UK Singles Chart                     | 40                |
| Wielka Brytania | UK Independent Singles               | 8                 |
| Włochy          | FIMI                                 | 69                |
| Włochy          | FIMI Remix z Tony’m Effe             | 53                |

| Kraj    | Lista (2025)           | Najwyższa pozycja |
| ------- | ---------------------- | ----------------- |
| Estonia | Radio Airplay (Tophit) | 1                 |
| Litwa   | Radio Airplay (Tophit) | 1                 |
| Rosja   | Streaming (Tophit)     | 33                |